# محمد شعبان (لاعب كرة قدم مصري)
محمد شعبان (مواليد 25 ديسمبر 1984 بمحافظة القاهرة) هو لاعب كرة قدم مصري دولي.
لعب في صفوف اتحاد الشرطة بدوري القسم الثاني ولكن طلعت يوسف المدير الفني للفريق رفض قيده واستبعده بعد الصعود للدوري الممتاز، فانضم بعدها لنادي بتروجيت بعد خضوعه للاختبار تحت قيادة مختار مختار قبل أن يرحل بعد ذلك إلي نادي إنبي. ثم انضم لنادى الزمالك في يوليو 2014 لمدة ثلاث مواسم في صفقة انتقال حر. ولكنه لم يشارك بصفة مستمرة مع الفريق على مدار موسم كامل رغم تعاقب أربعة مدربين مختلفين، وبذلك وافق الزمالك على انتقاله لنادي المقاولون العرب في يوليو 2015.
وعلى الصعيد الدولي، مثل شعبان منتخب مصر في أربع مباريات فقط، ثلاثة منها عام 2009 وأخرى عام 2012.

## روابط خارجية
- محمد شعبان على موقع قاعدة بيانات كرة القدم.إي يو (الإنجليزية)
- محمد شعبان على موقع ناشيونال فوتبول تيمز (الإنجليزية)
- محمد شعبان على موقع Soccerway.com (الإنجليزية)